# Emery Molyneux

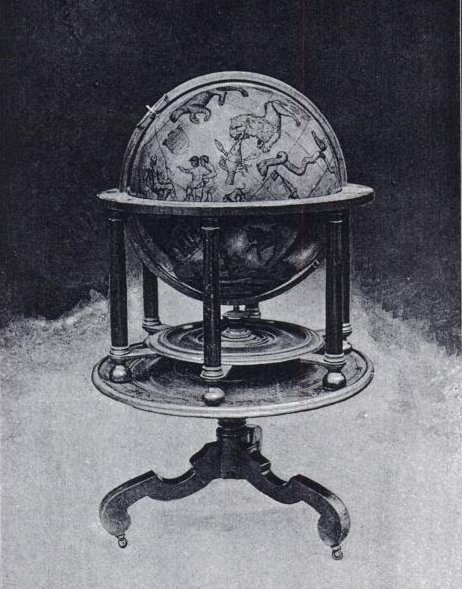
Mappamondo di Emery Molyneux

Emery Molyneux (... – Amsterdam, giugno 1598) è stato un artigiano inglese, fabbricante di mappamondi e strumenti matematici (bussole e clessidre) inglese dell'epoca Elisabettiana.

## Biografia
I suoi mappamondi terrestri e celesti, diffusi a partire dal 1592, furono i primi ad essere realizzati in Inghilterra ed i primi realizzati da un inglese.
Molyneux conobbe numerosi personaggi di rilievo della sua epoca, tra cui gli esploratori Thomas Cavendish, John Davis, Francis Drake e Walter Raleigh, lo scrittore Richard Hakluyt e i matematici Robert Hues ed Edward Wright. Fu probabilmente Davis a presentargli il mercante londinese William Sanderson, che finanziò la realizzazione di parecchi mappamondi poi presentati alla regina Elisabetta I.
I mappamondi e le bussole più grandi furono acquistati dalla famiglia reale e da nobili ed istituzioni accademiche, quelli più ridotti divennero di uso comune come strumenti di navigazione per marinai, navigatori e studenti.
Molyneux emigrò ad Amsterdam con la moglie nel 1596–1597 ed inventò un cannone che destò l'interesse degli Stati Generali e del parlamento delle Province Unite. Morì improvvisamente in povertà nel giugno del 1598, e con lui scomparve l'arte della realizzazione di bussole e mappamondi in Inghilterra.
Oggi esistono soltanto sei mappamondi di Molyneux, di cui tre in Inghilterra: un globo terrestre ed un globo celeste sono conservati a Londra nella biblioteca del Middle Temple, un terzo globo - anch'esso terrestre - è conservato a Petworth House nella cittadina di Petworth, nel West Sussex.